# Adam Świerżewski
Adam Świerżewski (ur. 1978 w Ostrowi Mazowieckiej) – polski grafik, pedagog (dr hab.), od 2024 rektor Akademii Sztuk Pięknych w Gdańsku.

## Życiorys
W latach 1998–2003 studiował na Wydziale Malarstwa i Grafiki Akademii Sztuk Pięknych w Gdańsku, gdzie uzyskał dyplom z grafiki projektowej pod kierunkiem prof. Janusza Górskiego z zakresu identyfikacji wizualnej. Pełnił funkcję prorektora ASP w Gdańsku w kadencji 2020–2024. W kwietniu 2024 został wybrany na rektora tej uczelni.